# 珠山站
珠山站（：／ Jusan yeok */?）曾为韩国铁路长项线上的一个车站，位于忠清南道保宁市珠山面，已于2006年废止。

## 历史
- 1960年3月11日，落成使用。
- 2006年6月23日，停止使用。